# Xã Gregg, Quận Morgan, Indiana
Xã Gregg (tiếng Anh: Gregg Township) là một xã thuộc quận Morgan, tiểu bang Indiana, Hoa Kỳ. Năm 2010, dân số của xã này là 2.930 người.